# 條斑豔粉蝶
側條斑粉蝶（學名：Delias lativitta，英文俗名：Broadwing Jezebel，別名：胡麻斑粉蝶、側條斑粉蝶、麻斑粉蝶、白室斑粉蝶）在台灣又名條斑豔粉蝶，是屬於粉蝶科的一種蝴蝶，是斑粉蝶屬的一種。分佈於東洋界，包括喜馬拉雅山脈至華南及中南半島北部一帶中至高海拔山地。模式產地為中國四川。
成蟲見於春至秋天，飛行緩慢，愛訪花，雄蝶亦會吸水。幼蟲的寄主為桑寄生科槲寄生屬植物。

## 分佈
中國（浙江、江西、雲南）、台灣、泰國、緬甸、不丹、孟加拉、巴基斯坦。

## 形態
幼蟲有毛，毛列著生位置沒有明顯黃斑。體側氣門處偏褐色，體表黑色斑紋明顯。
成蟲前翅前緣長39-43毫米。頭、胸黑褐色；腹部背面黑褐色，腹面白色雄蝶翅背面底色黑褐色，翅面上有白色點列及條紋，中室内有白色條紋；後翅除了翅面上的白色點列及條紋之外，沿内緣有一片黃色紋；後翅基部另有一鮮明黃斑。翅腹面底色亦為黑褐色，前翅翅頂附近斑紋為黃色；後翅斑紋大部分呈黃色，少部分呈白色，形成斑駁圖案。中室内的白色條紋完整，内有黑褐色細線。雌雄斑紋相似，雌蝶翅背面黑褐色部分色調較淺，斑紋稍模糊，後翅内緣黃紋延伸進CuA1室，雄蝶則否。

## 習性
一年一代。成蟲見於3至9月，冬季以幼蟲階段休眠越冬。出沒於海拔500-2500米地區的常綠闊葉林。飛行緩慢，常在花叢上覓食，雄蝶有濕地吸水習性。卵單層排列。幼蟲的寄主為桑寄生科槲寄生屬之楓香槲寄生（Viscum liquidambaricolum）和台灣槲寄生（V. alniformosanae），取食部位是葉與莖。在冬季時會以3齡幼蟲群聚躲在樹皮縫處越冬，待隔年春天氣溫回暖幼蟲再繼續進食，化蛹前幼蟲會爬離寄主植物四處分散，在寄主的枝條或葉片上化蛹。

## 亞種
- D. l. lativitta - 指名亞種，分佈於中國浙江[3]
- D. l. formosana Matsumura, 1909 - 台灣亞種，分佈於台灣[5]
- D. l. parva Talbot - 分佈於不丹及緬甸
- D. l. naga Talbot - 分佈於印度阿薩姆邦[6]
- D. l. yunnana Talbot, 1937 - 雲南亞種，分佈於中國雲南[7]
- D. l. tongi Mell, 1938[8]

## 近似種
- 倍林斑粉蝶 D. berinda - 此種前翅中室白斑斷成兩截，整體黑色部份更明顯
- 灑青斑粉蝶 D. sanaca - 此種斑紋為青藍色
- 隱條斑粉蝶 D. subnubila - 此種前翅中室無白斑
- 完善絹粉蝶 Aporia agathon - 此種體型較少，飛行速度較慢，後翅腹面基部多一黃點

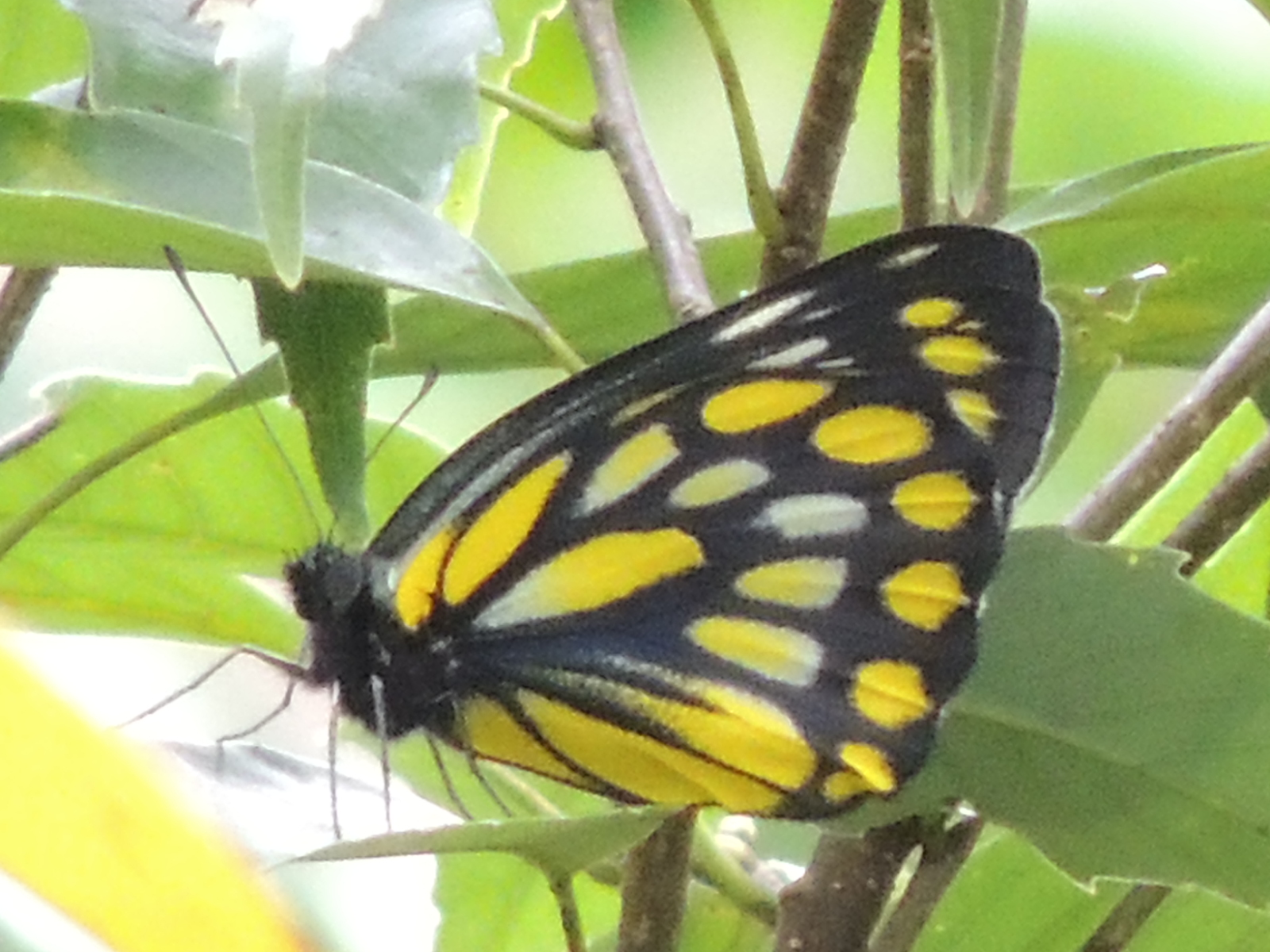
側條斑粉蝶 Delias lativitta
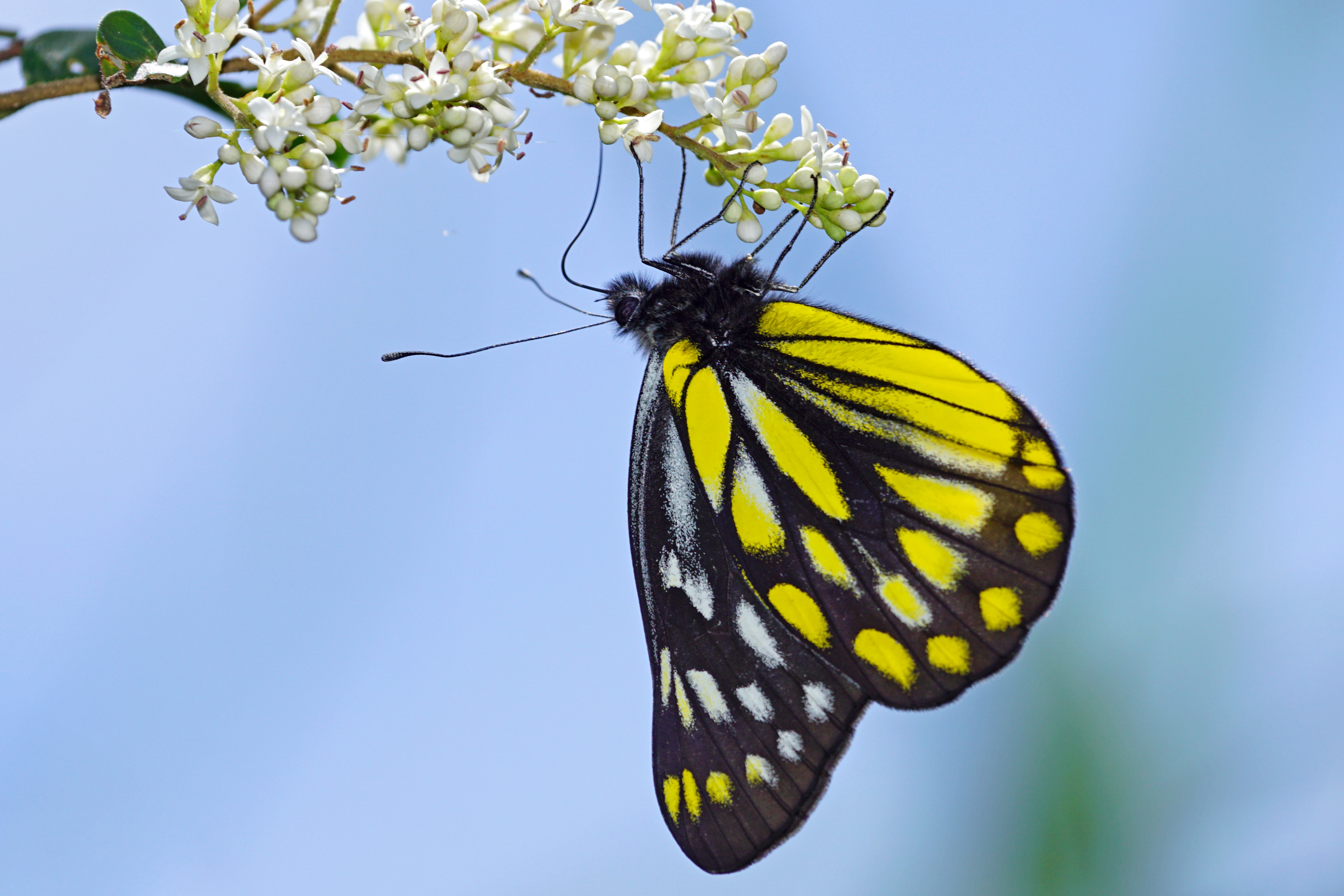
倍林斑粉蝶 Delias berinda
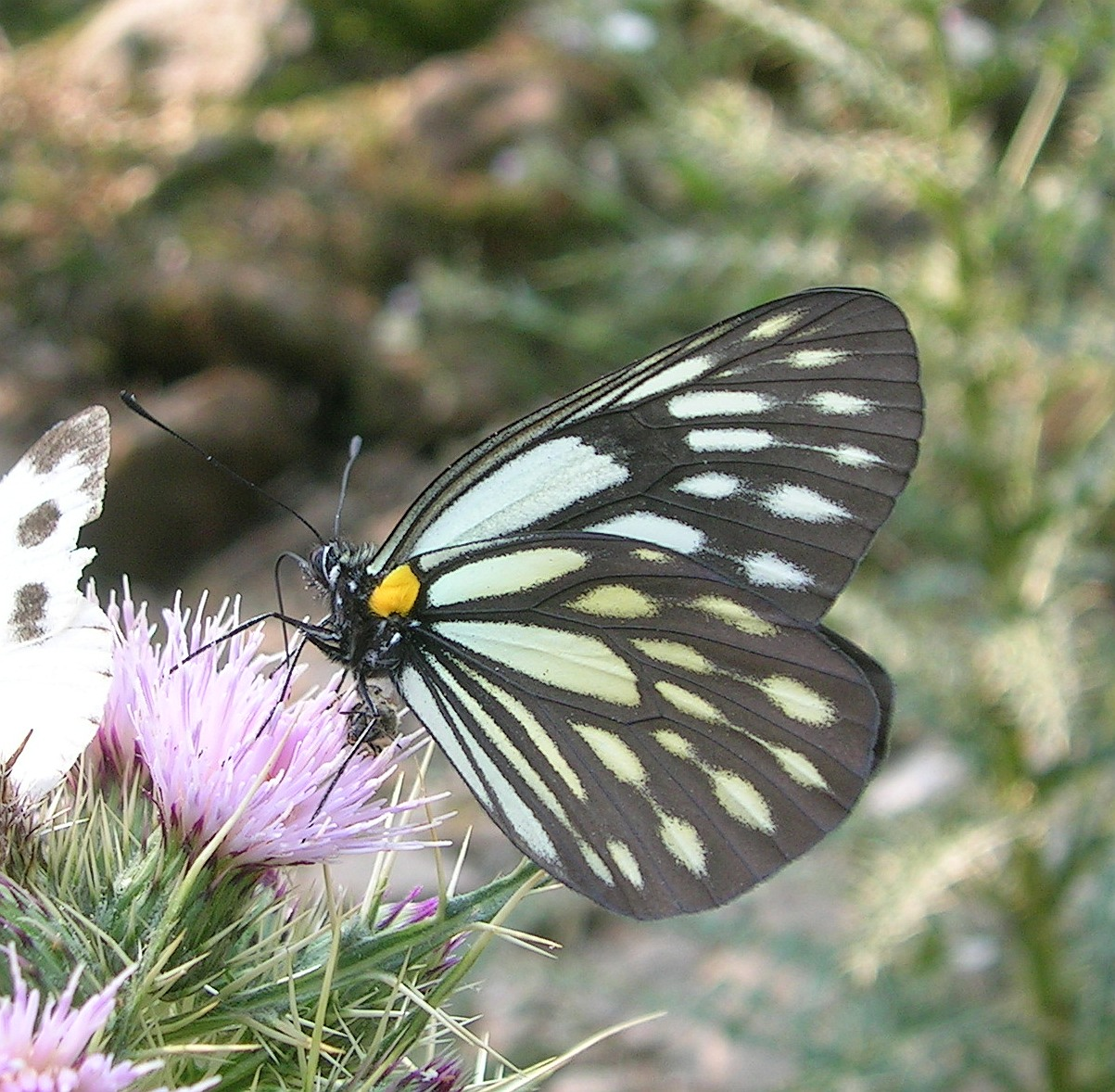
完善絹粉蝶 Aporia agathon

## 文獻
- Smart, 1976. The Illustrated Encyclopedia of the Butterfly World Illust. Encyp. Butt. World
- Yoshino, K.,1999 : New Butterflies from China 5 Neo Lepidoptera 4: 1-10, 66 figs.
- 周尧. . 中國: 河南科学技术出版社. 1999-10-01: 116. ISBN 9787534923043 （中文（繁體））.

## 外部連結
- 维基共享资源上的相關多媒體資源：側條斑粉蝶
- 維基物種上的相關：側條斑粉蝶
- （繁體中文）
- Delias lativitta tai （页面存档备份，存于） - Butterflies in Indo-China （英文）
- Delias lativitta （页面存档备份，存于） - Catalogue of Life （英文）
- Delias lativitta （页面存档备份，存于） - funet.fi （英文）